# Grund (Halver)
Grund ist ein Ortsteil von Halver im Märkischen Kreis im Regierungsbezirk Arnsberg in Nordrhein-Westfalen (Deutschland).

## Lage und Beschreibung
Grund liegt östlich des Halveraner Hauptortes auf 335 m ü. NHN im Tal der Schlemme. Der Ort liegt an einer Nebenstraße, die bei Schröders Herweg und Ehringhausen von der Landesstraße 892 abzweigt und auch Im Wiebusch und den Herweger Schleifkotten anbindet.  Weitere Nachbarorte sind Mittelherweg, Schlemme, Schmidtsiepen, Stichterweide und Sticht. 
Durch den Ort verläuft der von der Schleifkottenbahn GmbH betriebene Streckenabschnitt der Wuppertalbahn.

## Geschichte
Grund wurde erstmals 1732 urkundlich erwähnt, die Entstehungszeit der Siedlung wird im Zeitraum zwischen 1705 und 1725 vermutet.
1818 lebten fünf Einwohner im Ort. 1838 gehörte Grund der Ehringhauser Bauerschaft innerhalb der Bürgermeisterei Halver an. Der laut der Ortschafts- und Entfernungs-Tabelle des Regierungs-Bezirks Arnsberg als Kotten kategorisierte Ort besaß zu dieser Zeit ein Wohnhaus und eine Fabrik bzw. Mühle. Zu dieser Zeit lebten vier Einwohner im Ort, allesamt evangelischen Glaubens.
Das Gemeindelexikon für die Provinz Westfalen von 1887 gibt für Grunde eine Zahl von zwölf Einwohnern an, die in einem Wohnhaus lebten.